# Albondón (kommunhuvudort)
Albondón är en kommunhuvudort i Spanien.   Den ligger i provinsen Provincia de Granada och regionen Andalusien, i den södra delen av landet, 400 km söder om huvudstaden Madrid. Albondón ligger 924 meter över havet och antalet invånare är 916.
Terrängen runt Albondón är lite bergig, och sluttar söderut.  Närmaste större samhälle är Adra, 19,0 km sydost om Albondón. Runt Albondón är det i huvudsak tätbebyggt.